# Alergická rýma
Alergická rýma, polinóza, pollinosis, nebo také senná rýma je taková rýma, jejímž vyvolatelem je alergen.

## Alergen
Alergen může mít mnoho podob. Nejčastěji to jsou pylová zrna, dále roztoči obsažení v domácím prachu, plísňové spory rovněž se vyskytující v domácím prostředí nebo nakonec domácí zvířata, především jejich chlupy, sliny a kůže.

## Alergická reakce
Zdravý organismus si neškodných alergenů nevšímá a alergickou reakci proti nim nevytváří, bojuje pouze proti skutečným nepřátelům, jako jsou například bakterie nebo viry. Alergický organismus je citlivý na alergen a bojuje proti němu stejně, jako by šlo o nebezpečnou infekci.

## Jak alergen působí
Alergen působí na imunitní buňky v nosní sliznici, které následkem toho začnou produkovat látky dráždivé pro nosní sliznici. Tyto látky pak způsobí podráždění nosní sliznice a výsledkem jsou všechny známé příznaky alergické rýmy:
- hojná vodnatá sekrece
- svědění
- kýchání
- pocit ucpaného nosu.

Sliznice je epitelová tkáň jako pokožka. Dermatitida je geneticky příbuzná nemoc.

## Diagnostika alergické rýmy
Alergická rinitida se diagnostikuje především podle charakteristických obtíží pacienta, dále podle vzhledu nosní sliznice a podle výsledků alergologických testů. Na diagnostice alergické rýmy se tedy může podílet alergolog, ORL specialista a praktický lékař.

## Léčba alergické rýmy
Alergická rýma se dá léčit, ale většinou je třeba léčit dlouhodobě a také zachovávat určitá opatření, jako nevystavovat se zbytečně alergenu.
V léčbě se využívá působení těchto skupin léků:
- Antihistaminika – působí proti účinkům histaminu, látky, která dráždí nosní sliznici a způsobuje tak příznaky alergické rýmy.
- Antihistaminika II. generace – mají méně vedlejších účinků než běžné antialergenní přípravky. Mají výhodu především v tom, že nezpůsobují ospalost.
- Kortikosteroidy – většinou ve formě sprejů a kapek, protože užívání tablet má závažné nežádoucí účinky. Steroidy mají silné protizánětlivé účinky, snižují nadměrnou nosní sekreci a zlepšují nosní průchodnost.
- Dekongestiva – zlepšují nosní průchodnost. Jejich účinek je velmi rychlý a dobrý, ale užívání těchto léků se příliš nedoporučuje. Příznivý účinek totiž po čase vyprchá a nosní průchodnost se ještě zhorší, tentokrát už neléčitelně. Proto dekongestiva užíváme jen výjimečně a krátkodobě.

## Zásady prevence vzniku alergické rýmy
Hlavní zásadou v léčbě alergické rýmy je vyhýbat se alergenu, jak je to jen možné. Je proto žádoucí poznat alergen, který konkrétně způsobuje pacientovy obtíže, a toho se potom vyvarovat. Ne vždy je to však možné. Pak se alespoň v případě pylu vyhýbáme rozkvetlým loukám a podobnému prostředí. Za letních nocích se nedoporučuje otvírat okno, protože čerstvý vzduch s sebou nese také množství pylových částic.
Pobyt v dětství mezi zvířaty (tzv. efekt farmy) částečně chrání před vznikem alergické rýmy.